# 陈福初
陈福初（1913年—2006年），中国人民解放军将领、中国人民解放军开国少将。
曾任中国人民解放军总参谋部三部六局局长。1955年，授予中国人民解放军少将。